# Día de enero
«Día de Enero» (рус. Январский день) — третий сингл колумбийской певицы Шакиры из её шестого студийного альбома Fijación Oral, Vol. 1 (2005), выпущенный 19 января 2006 года.

## О песне
«Día de Enero» написана Шакирой и рассказывает о том, как она встретила своего возлюбленного, Антонио де ла Руа в январский день. Также песня ссылается на двух известных персонажей комиксов «Матт и Джефф», известных в испанском как «Энея и Бенитин».

## Видеоклип
Видеоклип на песню показывает Шакиру, гуляющую по пляжу на закате. Также она рисует на песке сердце с буквами «S y A», символизирующее её любовь к бывшему жениху Антонио де ла Руа. Клип снят режиссёром Жауме де Лаигуана, который уже работал с Шакирой над видеоклипами к песням «No» и «Don’t Bother». Это видео можно увидеть на бонусном DVD Oral Fixation, Vol. 1 & 2 и на испанском издании DVD тура Oral Fixation Tour.

## Чарты
| Чарт                            | Высшая позиция |
| ------------------------------- | -------------- |
| США (Billboard Hot Latin Songs) | 29             |
| США (Billboard Latin Pop Songs) | 7              |